# Nanozoanthidae
Nanozoanthidae is een familie van neteldieren uit de klasse van de Anthozoa (bloemdieren). 

## Geslacht
- Nanozoanthus Fujii & Reimer, 2013